# سیاحت (فیلم ۱۹۹۹)
سیاحت (به هندی: Safari) یا ماجراجویی فیلمی محصول سال ۱۹۹۹ و به کارگردانی جیوتین گوئل است. در این فیلم بازیگرانی همچون سانجی دات، جوهی چاولا، تانوجا، سورش اوبروی، موهنیش باهل، راضا مراد، و شارات ساکسنا ایفای نقش کرده‌اند.